# Chōshū (domena feudalna)
Chōshū (jap. 長州) - lenno (jap. han 藩), domena feudalna w Japonii, obecnie północno-zachodnia część prefektury Yamaguchi. Stolica hanu znajdowała się w Hagi.
Chōshū, od czasu zapoczątkowanych w 645 roku tzw. reform ery Taika, rozkwitało pod rządami rodu Ōuchi. W okresie Kamakura (1192–1333) Chōshū przeszło w ręce rodu Mōri. Okres rządów Tokugawów (1603–1867), mimo bezprzykładnego w dziejach świata wieloletniego pokoju, charakteryzował stale pogłębiający się kryzys gospodarczy, który nie ominął również hanu Chōshū. W latach trzydziestych XIX w. jego zadłużenie dwukrotnie przewyższało jego roczny produkt brutto. Jedną z przyczyn kryzysu były nawiedzające Chōshū powodzie, powodujące gwałtowny deficyt ryżu, a niekiedy i głód. 
Wprowadzone w okresie Meiji reformy przyniosły jednak poprawę i han Chōshū stał się centrum głosicieli hasła „czcić cesarza, przepędzić barbarzyńców“ (sonnō-jōi), a następnie ruchu na rzecz obalenia bakufu (tōbaku-undō). 
W 1864 doszło w Kioto do starcia samurajów hanu Chōshū z lojalnymi wobec sioguna wojskami Aizu i Satsumy (tzw. incydent Kinmon). W tym samym roku siogun zorganizował ekspedycję karną przeciw Chōshū (Chōshū-seibatsu lub Chōshū-seitō). Zakończyła się ona kapitulacją hanu. 
W 1865 skłonni do kompromisu z bakufu urzędnicy hanowi zostali odsunięci od władzy (odnowa Chōshū - Chōshū-ishin). W 1866 siogun ogłosił kolejną ekspedycję karną przeciw Chōshū. Tym razem zakończyła się ona jednak porażką bakufu. W tym samym 1866 roku doszło do zawiązania sojuszu między dotychczas wrogimi wobec siebie hanami Satsuma i Chōshū (Satchō-dōmei, zwanego także Satchō-meiyaku lub Satchō-rengō). Rezultatem presji połączonych sił Satsumy i Chōshū przeciwko bakufu był zwrot uprawnień politycznych cesarzowi (taisei-hōkan) przez 15. sioguna Tokugawów, Yoshinobu w 1867 roku i przywrócenie władzy cesarskiej 3 stycznia 1868 roku (ōsei-fukko).
Politycy okresu Meiji i Taishō pochodzący z hanu Chōshū:
- Takayoshi Kido
- Hirobumi Itō
- Aritomo Yamagata
- Kaoru Inoue
- Tarō Katsura

Han Chōshū wszedł w skład prefektury Yamaguchi w wyniku zniesienia hanów i ustanowienia prefektur (haihan-chiken) w 1871.